# 井上泰男
井上 泰男（いのうえ やすお、1925年3月16日 - 2017年8月26日）は、日本の歴史学者、北海道大学名誉教授。専門はフランス史。

## 来歴
東京府生まれ。1948年北海道帝国大学農学部卒業、1949年北大法文学部助手。1953年同文学部助手、1954年8月北海道学芸大学助教授（札幌分校）、1960年10月北大文学部助教授。1970年5月教授。1988年定年退官、名誉教授。北星学園大学経済学部教授、1991年英知大学教授、1995年同文学部長。1998年同大学特任教授、2002年客員教授。2004年瑞宝中綬章叙勲。

## 著書
- 西欧社会と市民の起源 近藤出版社 1976 (世界史研究双書)
- 都市の語る世界の歴史 そしえて 1978.5 (そしえて文庫)
- 西欧文化の条件 中世の復権 1979.7 (講談社現代新書)
- 衣服の民族誌 比較服装史序説 文化出版局 1982.4
- ふだん着のヨーロッパ史 生活・民俗・社会 平凡社 1987.8

## 共著
- 西洋史通論 上巻 赤井彰共編 明玄書房 1962
- 新西洋史通論 赤井彰,平城照介共編著 明玄書房 1966
- 衣服の文化史 美術史との交響 匠秀夫共著 研究社出版 1978.5

## 翻訳
- シャルルマーニュの時代 J.ブウサール 平凡社 1973 (世界大学選書)
- 中世の道 ジャン・ピエール・ルゲ 白水社 1991.2
- 王の奇跡 王権の超自然的性格に関する研究/特にフランスとイギリスの場合 マルク・ブロック 渡辺昌美共訳 刀水書房 1998.10

## 参考
- http://www.hokudai.ac.jp/bureau/news/jihou/jihou0411/608_02.htm